# Håkan Buskhe
Kurt Ove Håkan Buskhe, född 8 november 1963 i Örnsköldsvik, är en svensk företagsledare och VD för FAM AB. Han var koncernchef och VD för SAAB AB under perioden 1 september 2010 till 22 oktober 2019. Utöver sitt arbete hos SAAB så hade han ytterligare styrelseuppdrag som till exempel för statsägda Green Cargo, där han agerade som styrelseordförande. Han lämnade ordförandeuppdraget i Green Cargo vid årsstämman i april 2012.
Buskhe tillträdde som koncernchef och VD för E.ON Sverige den 1 januari 2008 efter nästan två år som vice VD åt den dåvarande VD:n Lars Frithiof. Den 31 juli 2010 lämnade han uppdragen hos E.ON för att gå vidare i sin karriär och blev då koncernchef samt VD för SAAB AB. Efter det att han lämnat posten som VD för Saab kvarstod han som rådgivare åt företaget och lämnade företaget i februari 2020 i enlighet med anställningsavtalet.
Buskhe tillträdde som VD för FAM AB den 12 februari 2020. I december 2020 invaldes han till ledamot av Kungliga Ingenjörsvetenskapsakademien.

## Utmärkelser
- H.M. Konungens medalj av 12:e storleken i Serafimerordens band, 28 januari 2025[12]